# План ООН по разделу Палестины
План ООН по разде́лу Палести́ны предусматривал создание на месте Подмандатной Палестины независимых арабского и еврейского государств к западу от реки Иордан. Разработанный комиссией ООН план был принят на Генеральной Ассамблее ООН 29 ноября 1947 года как резолюция № 181 (II), определив прекращение действовавшего британского мандата в Палестине к 1 августа 1948 года.
Согласно плану еврейскому государству отводилась территория в 14,1 тыс. км² (≈56 %) с населением в 538 тыс. евреев и 397 тыс. арабов, арабскому государству — 11,1 тыс. км² (≈43 %) с населением в 804 тыс. арабов и 10 тыс. евреев. Иерусалим и Вифлеем, площадью 177 км². (≈0,6 %), где жили, по имевшимся данным, 105,5 тыс. арабов и 99,5 тыс. евреев, планировалось передать под международный контроль.
Лига арабских государств принципиально отвергла создание еврейского государства; представлявший палестинских арабов Верховный арабский комитет, возглавляемый кланом муфтия Амина аль-Хусейни, также занял непримиримую позицию и бойкотировал работу комиссии ООН. Еврейское агентство, напротив, в сдержанных выражениях одобрило доклад большинства членов комиссии.
План был принят на Генассамблее, во многом благодаря согласию между США и СССР. За него голосовали 33 государства: как западные страны, так и страны советского блока, а также Гватемала, Гаити, Перу, Сальвадор, Филиппины, Китай, Либерия, Эфиопия и ЮАР. Против выступили 13 государств: арабские и мусульманские страны, Индия, Куба и Греция. Последовала Арабо-израильская война 1947—1949 годов, изменившая границы и политические реалии в регионе, в результате чего план комиссии ООН так и не был осуществлён.

## Притязания сторон
После раздела Османской империи по итогам Первой мировой войны европейские лидеры поделили арабские территории. В 1916 году был подписан секретный договор Сайкса — Пико, который определил, что территория современных Израиля и государства Палестины перейдут под контроль Великобритании. Практически одновременно британская сторона обещала «независимость арабских стран», подчеркнув, что «ни один народ не должен подчиняться другому». Однако в переписке между британскими и арабскими лидерами статус Палестины не был чётко проговорён. При этом британское правительство дало сионистским лидерам отдельные гарантии по созданию «национального дома для еврейского народа в Палестине», когда территория ещё формально была частью Османской империи. Сионистские лидеры настаивали на «исторической связи», поскольку их предки жили в Палестине, прежде чем рассеяться в «диаспоре».

В 1937 году комиссия Пиля отмечала несоответствия и непримиримость народов, проживающих на этой территории:
Между двумя национальными общинами в узких пределах одной маленькой страны возник неудержимый конфликт. Около 1 000 000 арабов находятся в состоянии открытой или скрытой борьбы с примерно 400 000 евреями. Между ними нет общего. Арабская община преимущественно азиатская по своему характеру, еврейская – преимущественно европейская. Они различаются религией и языком. Их культурная и общественная жизнь, образ мыслей и поведения так же несовместимы, как и их национальные устремления. Последние являются величайшим препятствием на пути к миру.

## Предыдущие идеи по разделу
Британский мандат для Палестины, вступивший в силу в 1923 году и действовавший под контролем Лиги Наций, включал декларацию международной поддержки создания еврейского государства. Под покровительством британских властей росла еврейская иммиграция в Палестину. За первое десятилетие мандата туда прибыли около 100 тысяч еврейских иммигрантов (или практически одна седьмая населения 1922 года). К 1939 году насчитывалось 445 тыс. евреев из 1,5 млн общего населения (почти 30 %).
Рост напряжённости вылился в восстания арабов в 1936—1937 годах. Для расследования беспорядков в Палестине созвали комиссию Пиля, которая признала неработоспособность британского мандата, требования о независимости Палестины, но отдельно — данные ранее гарантии сионистским лидерам.
Комиссия предложила разделить Палестину на Еврейское и Арабское государства, а также Иерусалим и коридор к морю в Яффе под британским мандатом. Еврейская территория должна была включить земли на севере (от горы Кармель до юга Беэр-Товия), а также Изреельскую долину и Галилею. Арабская — земли на юге, включая Иудею, Самарию и обширную пустыню Негев, а также Трансиорданию. Однако раздел был неприемлем и для палестинских мусульман, и для евреев, так как конечной целью обоих было создание государства на всей территории Палестины.
В 1939 году была созвана международная Лондонская конференция с участием независимых арабских государств. Соглашения достичь не удалось, и ситуация в Палестине оставалась критической. С возобновлением арабских восстаний в 1939 году британское правительство отказалось от идеи раздела Палестины, представив свою одностороннюю политику — «Белую книгу Макдональда». Она отвергла любые заявления о намерении создать еврейское или арабское государство, но предусматривала прекращение мандата в 1949 году с установлением независимости в Палестине под арабско-еврейским руководством. Документ также предусматривал ограничение на миграцию евреев — была установлена квота в 75 тыс. новых переселенцев на ближайшие 5 лет, после чего программу планировали прекратить.
В 1938 году британское правительство созвало очередную комиссию по разделению страны на две территории — Комиссию Вудхеда. Она пришла к выводу, что предыдущий план раздела нежизнеспособен, так как почти половину населения предлагаемого еврейского государства должны были составить палестинские арабы. С его территории пришлось бы переселить около 225 тысяч мусульман. Как альтернативу комиссия предложила два других способа разделения, хотя также сомневалась в их жизнеспособности.

## Палестина накануне
Ко Второй мировой войне в Палестине продолжал действовать режим, напоминающий колониальный, — основные руководящие посты занимали британцы, они также осуществляли власть на местах. Из положений «Белой книги Макдональда» была реализована только политика передачи земель. На бо́льшей территории страны (63 %) передача земли неарабам была запрещена, на 32 % земель — строго ограничена передача только от араба к арабу. В наиболее плодородных 5 % страны сделки ограничены не были. Евреи называли установленный порядок формой расизма.
Изменение политического курса Великобритании спровоцировали нелегальную эмиграцию евреев и терроризм. Так, с апреля 1939 года по декабрь 1943 года более 20 000 нелегальных иммигрантов прибыли в Палестину. Комиссия Лиги Наций постановила, что «Белая книга» противоречит условиям мандата, сформулированным в прошлом. Однако расширение Второй мировой войны приостановило дальнейшие обсуждения.
Во время военных действий Еврейское агентство сотрудничало с Великобританией, надеясь, в частности, отменить квоты на иммиграцию евреев. Также в обход британских властей действовала кампания Алия Бет по вывозу евреев из оккупированной Европы. К концу войны число евреев, нуждающихся в доме, достигло 600 тыс., но ни одно западное государство не желало их принять. В августе 1945 года президент США Гарри Трумэн открыто попросил британские власти принять в Палестине 100 тысяч человек, переживших Холокост. Пока мандатная держава продолжала политику 1939 года, еврейская община отрицала ограничения на иммиграцию и организовала вооружённое сопротивление. Для расследования ситуации был созван новый комитет, который в апреле 1946 года одобрил въезд евреев, пострадавших от военных действий в Европе. Они также внесли ряд предложений по экономическому и социальному развитию и рекомендовали снять ограничения на покупку евреями арабских земель. Рекомендации комиссии 1946 года привели к новым столкновениям, демонстрациям в арабских странах и призывах к джихаду. Еврейские организации по защите от арабского терроризма объединились в движение Хагана.

## UNSCOP

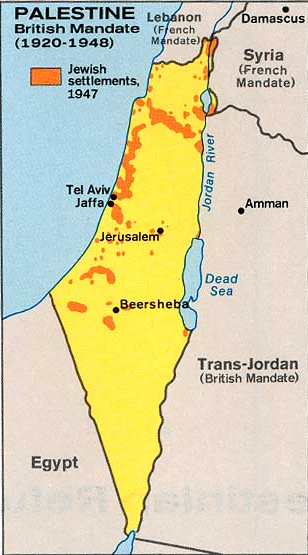
Карта еврейских поселений в 1947 году

В 1946 году Лига Наций прекратила своё существование, система мандатов трансформировалась в систему подопечных территорий ООН.
В 1947 году Великобритания передала палестинскую проблему ООН. На тот момент в стране проживало 600 тысяч евреев и 1,2 млн арабов. Соответственно, за период британского мандата еврейская община выросла с менее десятой части населения до одной трети. Основным моментом для них было создание суверенного еврейского государства, для арабов — сопротивление установлению еврейского суверенитета в любой части Палестины. Для анализа этой проблемы ООН назначил комитет. Большинство его членов рекомендовало раздел Палестины на независимые арабское и еврейское государства с положениями о нейтралитете Иерусалима и сохранении экономического единства Палестины. Меньшинство предлагало создать федеративное государство, в правительстве которого будут участвовать как арабы, так и евреи.
В мае 1947 года ООН сформировала Специальный комитет ООН по Палестине (UNSCOP) для изучения возможных решений проблемы. В его состав входили представители Австралии, Канады, Чехословакии, Гватемалы, Индии, Ирана, Нидерландов, Перу, Швеции, Уругвая и Югославии. В течение нескольких недель комитет проводил слушания и интервью. Лидеры палестинских арабов отказались встречаться с комиссией, которую они считали нелегитимной. Еврейская сторона охотно давала показания, высказывая «претензии на всю Палестину на исторической основе». Для них было очевидно, что еврейское меньшинство не будет в безопасности в арабском государстве. И поэтому сионисты открыто соглашались на меньшую часть страны — они рассматривали такой вариант как краткосрочный компромисс и планировали экспансию в дальнейшем.
В это же время общественная поддержка еврейского народа нарастала в частности из-за громкого случая с кораблём Исход, на борту которого находились пережившие Холокост из Германии. Они попытались прорвать британскую блокаду, отлавливающую незаконных еврейских мигрантов, но были вынуждены повернуть назад. Президент Трумэн открыто поддержал создание «еврейского национального дома» в Палестине. Исследователи полагают, что решению способствовали еврейское лобби и настроения избирателей.
31 августа 1947 года UNSCOP завершил свой отчёт, 3 сентября рекомендации были представлены Генеральной Ассамблее ООН. Они содержали два плана, первый из которых поддержало большинство представителей комитета:
- Разделение Палестины на арабское и еврейское государства, передача Иерусалима под международное управление. Арабские и еврейские государства станут независимыми после двухлетнего переходного периода, в течение которого британское правительство продолжит обеспечивать управление Палестиной под руководством ООН. За это время Палестина примет 150 000 еврейских иммигрантов. Два государства будут находиться в экономическом союзе и будут сотрудничать по другим вопросам, представляющим взаимный интерес[19].
- Создание федеративного государства, обеспечение равных прав для арабов и евреев.

Противники раздела Палестины пытались подкупить делегатов ООН, а также высказывали открытые угрозы. Так, один из представителей Арабского высшего комитета обещал: «Мы разгромим страну нашим оружием и уничтожим все места, где евреи ищут убежище». Премьер-министр Ирака открыто заявил в Ассамблее ООН, что «жизни одного миллиона евреев в мусульманских странах будут поставлены под угрозу». Генеральный секретарь Лиги арабских государств предупреждал: «Мы сметём их в море». Верховный комиссар Палестины прогнозировал, что арабское государство будет в результате предполагаемой войны разделено между Сирией (Восточная Галилея), Трансиорданией (Самария и Иудея) и Египтом (южная часть). Также арабские страны угрожали ввести эмбарго на нефть и выстроить связи с СССР вместо США. Госдепартамент опасался, что ни одно еврейское государство не сможет пережить войну против арабов. Высказывались также опасения, что раздел не остановит террористическую деятельность еврейских групп.
Сионисты лоббировали принятие отчёта большинства UNSCOP. Так, в 1947 году президент США получил ориентировочно 40-50 писем от членов Конгресса, призывающих высказаться в поддержку первого доклада. Также Трумэн лично встречался с Хаимом Вейцманом, который убедил президента в важности пустыни Негев и города Яффа для евреев. Позже президент признавал: «Я не думаю, что когда-либо на Белый дом оказывалось такое давление и пропаганда, как в этом случае. Настойчивость некоторых крайних сионистских лидеров, движимых политическими мотивами и участвующих в политических угрозах, беспокоила и раздражала меня». О прямом давлении сионистов сообщал, например, премьер-министр Индии Джавахарлал Неру, родственникам которого предлагали взятку. Также известны случаи давления со стороны США на финансово зависимые Либерию, Филиппины, Гаити, Францию и четыре другие страны.
Главным пунктом, с которым согласилась все члены UNSCOP, была необходимость как можно скорее ликвидировать британский мандат. Великобритания отказалась поддержать раздел без договорённости между населением Палестины, но подтвердила намерение вывести войска из страны к 1 августа 1948 года. За двадцать семь лет мандата содержание военных сил в Палестине обошлось британским налогоплательщикам в 100 млн фунтов стерлингов.
Кроме того, обе стороны конфликта поддерживали пункты о гарантиях свободы доступа к святым местам и вероисповедания, а также особый характер святых мест.

## План раздела

План раздела Палестины, предложенный UNSCOP

Представленный 3 сентября 1947 года доклад ООН предусматривал разделение Палестины на три части. Арабское государство должно было занять 35 % территории страны. Сюда входили западная Галилея, горный район Самарии и Иудея, прибрежная равнина до границы Египта. Это включало территорию современного сектора Газа. В еврейское государство (62 %) отнесли побережную равнину около города Хайфы до Реховота, восточную часть Галилеи (включая Тивериадское озеро) и Негев до Умм Рашраша (сегодня Эйлат) включительно. Связывать территории каждого государства должны были специальные коридоры. Город Иерусалим с окружающими сёлами (включая Вифлеем) должен был перейти под международную опеку ООН.
Такое разделение было обосновано стремлением свести к минимуму число евреев, оставшихся на территории арабского государства. Но в границах еврейского государства должно было остаться большое количество палестинских арабов. Центр и начало еврейского государства находились в прибрежной равнине между Хайфой и Тель-Авивом — территории, в значительной степени заселённые арабами. В результате на еврейской территории должно было проживать сопоставимое количество евреев и арабов: 498 тыс. евреев против 407 тысяч оседлых арабов (а также около 90 тыс. бедуинов-земледельцев).
Несмотря на политическое разделение, документ предусматривал экономическое единство Палестины. Для этого были необходимы общая таможенная система, общая денежная система, совместное использование железных дорог, почты, телефона и телеграфа, совместные экономические проекты.
Однако жизнеспособность арабского государства всё равно вызывала сомнения: по подсчётам 1947—1948 годов, отдельно его дефицит бюджета должен был составить 7,7 млн палестинских фунтов, тогда как в еврейском государстве — 3,5 млн. При этом чистый общий доход от таможенных и других служб под совместным контролем оценивался в примерно 11,9 млн.
| Территория            | Мусульмане и другие религии | Евреи           | Всего                                                                         |
| --------------------- | --------------------------- | --------------- | ----------------------------------------------------------------------------- |
| Арабское государство  | 725 тыс. (99 %)             | 10 тыс. (1 %)   | 735 тыс.                                                                      |
| Еврейское государство | 407 тыс. (45 %)             | 498 тыс. (55 %) | 905 тыс.                                                                      |
| Город Иерусалим       | 105 тыс. (59 %)             | 100 тыс. (41 %) | 205 тыс.                                                                      |
| Всего                 | 1076 тыс. (67 %)            | 608 тыс. (33 %) | 1845 тыс. (включая 145 тыс. христиан и 15 тыс. представителей других религий) |

## Рассмотрение
Специальный комитет по палестинскому вопросу был сформирован 23 сентября 1947 года для оценки предложений большинства и меньшинства UNSCOP. Он был разделён на два подкомитета, которые представили свои независимые отчёты 19 ноября 1947 года. Они включали следующие положения:
| Страны — участницы подкомитета                                               | Деятельность                                           | Выводы/рекомендации |
| ---------------------------------------------------------------------------- | ------------------------------------------------------ | --- |
| Канада, Чехословакия, Гватемала, Польша, ЮАР, СССР, США, Венгрия, Венесуэла  | Разработка плана реализации доклада большинства UNSCOP | - Подкомитет рекомендовал сократить переходный период и вывести британские войска 1 августа 1948 года. - Он предлагал образовать на территории арабского города Яффа, переданного Специальным комитетом еврейскому государству, арабский анклав на еврейской территории. - Подкомитет указал на необходимость разделения пустыни Негев между арабским и еврейским государствами. |
| Афганистан, Колумбия, Ирак, Ливан, Пакистан, Саудовская Аравия, Сирия, Йемен | Анализ доклада меньшинства UNSCOP                      | - Подкомитет признал Генеральную Ассамблею некомпетентной рекомендовать или обеспечить какое-либо решение, кроме признания независимости Палестины. - Он призывал Генеральную Ассамблею запросить консультативное заключение Международного суда перед принятием резолюции по Палестине. - Подкомитет выявил, что оценка числа бедуинов могла быть занижена почти в два раза. И соответственно, мусульманское население и неевреи должны были составить большинство еврейского государства — 509,7 тыс. против 499 тысяч. Общее население должно было составить более 1 млн человек. |

Генеральная Ассамблея отказалась передать вопрос о Палестине в Международный суд. В ходе обсуждений Организация Объединённых Наций отметила необходимость создания еврейского государства и страдания людей, переживших Холокост — многие из них после войны оставались в лагерях для перемещённых лиц, не имея возможности вернуться домой. В итоге Специальный комитет ООН отклонил резолюцию второго подкомитета о создании унитарного палестинского государства и принял план раздела, предложенный первым подкомитетом.

## Голосование
| За | Против                                                                                            | Воздержались                                                                              |
| --- | ------------------------------------------------------------------------------------------------- | ----------------------------------------------------------------------------------------- |
| Австралия Белорусская ССР Бельгия Боливия Бразилия Венесуэла Гаити Гватемала Дания Доминикана Исландия Канада Коста-Рика Либерия Люксембург Нидерланды Никарагуа Новая Зеландия Норвегия Панама Парагвай Перу Польша США СССР Украинская ССР Уругвай Филиппины Франция Чехословакия Швеция Эквадор Южно-Африканский Союз | Афганистан Греция Египет Йемен Индия Ирак Иран Куба Ливан Пакистан Саудовская Аравия Сирия Турция | Аргентина Великобритания Гондурас Китай Колумбия Мексика Сальвадор Чили Эфиопия Югославия |

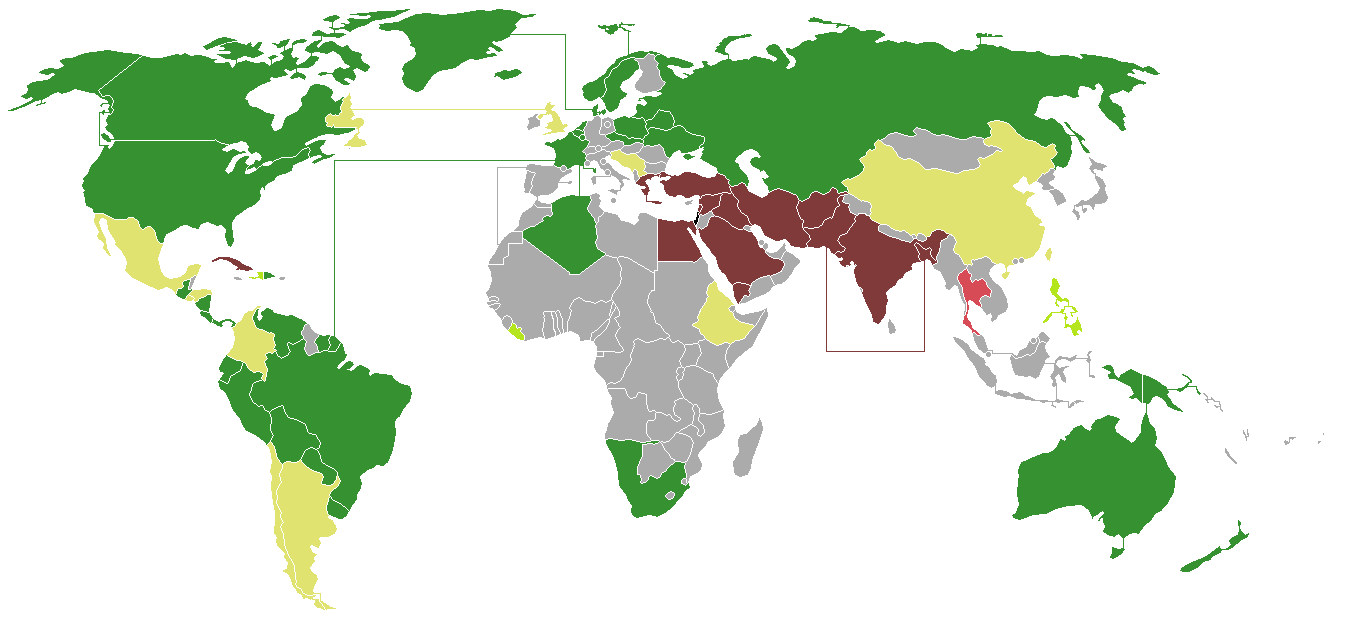
Результаты голосования:
за
изменили решение на «за»
против
воздержались
отсутствовали
не состояли в ООН

29 ноября 1947 года Генеральная Ассамблея ООН приняла изменённую схему раздела (Резолюция 181), которая должна была быть реализована Комиссией из пяти членов. Окончательный план раздела предусматривал дробление страны на восемь частей. Три были переданы еврейскому государству, три — арабскому. Седьмая территория — Яффа — была передана арабам и должна была сформировать анклав на еврейской территории. Итоговое соотношение земель составило: 55 % у еврейского государства против 42 % арабского. Соотношение населения: 47 % и 63 % соответственно. Восьмой частью должен был стать Иерусалим c особым международным режимом на 10 лет, после чего в городе планировалось провести референдум.
За этот план проголосовало 33 члена против 13 противников и 10 воздержавшихся. Арабы заявили о своём намерении противостоять разделу всеми доступными средствами, их поддерживали Египет, Ирак, Ливан, Саудовская Аравия, Сирия, Трансиордания и Йемен.
Великобритания должна была прекратить своё присутствие к 1 августа 1948 года, однако уже к 1 февраля 1948 года предоставить Еврейскому государству территорию, включая морской порт, для облегчения «существенной иммиграции». В течение переходного периода Организация Объединённых Наций постепенно должна была взять на себя управление территорией, которое будет осуществляться через Специальную комиссию. Власть планировали передать двум новым государствам в день независимости, не позднее 1 октября 1948 года.

## Реакция
И арабские, и еврейские организации восприняли резолюцию ООН по-разному. Руководство Еврейского агентства одобрило резолюцию о разделе, хотя и отмечало, что еврейскому государству не было выделено достаточно территории. Сионистские лидеры также подчёркивали, что на них ложится "тяжёлая ответственность" при строительстве нового еврейского государства. При этом военизированные группировки, такие как Штерн и Иргун, интерпретировали резолюцию как поражение.
Арабский фронт был внутренне разделён на противоборствующие фракции. Политический комитет Лиги арабских государств заявил, что будет решительно сопротивляться плану раздела. Верховный арабский комитет осудил его как «вопиющее нарушение естественных прав арабов в их собственной стране». Палестинская комиссия ООН отметила, что «мощные арабские» силы игнорируют резолюцию и прилагают усилия, чтобы силой изменить решение. Король Египта выразил убеждение, что в долгосрочной перспективе арабы одержат убедительную победу над евреями и изгонят их из Палестины. Тогда как король Иордании Абдалла ибн Хусейн, от которого зависела самая организованная армия региона, тайно подтвердил Еврейскому агентству, что он не пойдёт на вторжение в Палестину.
Еврейское население Палестины встретило новости ликованием, тогда как палестинцы считали, что из-за резолюции будут в конечном счёте депортированы, лишатся доступа к святым местам, потеряют землю. Более того, по мнению арабов-палестинцев, ООН не учла должным образом их экономические и социальные нужды: они фактически были лишены возможности иметь стратегический порт на Красном море или прямой путь сообщения с Сирией. В протест против решения ООН была объявлена забастовка. В последующие десятилетия в обществе распространилось убеждение, что арабские лидеры совершили ошибку, отрицая план раздела.

## Память и юридическое значение
Резолюция 181 не провозглашала государственность Израиля, но «обеспечила международную легитимность еврейских претензий на государственность». 29 ноября является значимой датой для евреев. В честь 75-летия со дня подписания резолюции был установлен памятник на центральном холме в Нетании, спроектированный скульптором Сэмом Филипом.
Исследователи признают, что резолюция была обусловлена явно европейскими политическими целями, которым соответствовала поддержка сионистской программы в Палестине. Резолюция о разделе Палестины на протяжении десятилетий отвергалась Организацией освобождения Палестины. «Исторический компромисс» был достигнут в 1988 году, когда палестинский лидер Ясир Арафат признал Резолюцию Совета Безопасности ООН 242. Это означало признание Израиля и разделения Палестины на два государства. Это, в свою очередь, позволило арабской Палестине заявить о своей легитимности, праве на суверенитет и национальную независимость.

## Последующие события
Резолюция ООН о разделе не обеспечила решения палестинской проблемы, а наоборот, спровоцировала вспышки насилия. На следующий день после принятия резолюции палестинские арабы объявили забастовку и спровоцировали беспорядки, унёсшие жизни 62 евреев и 32 арабов. Число жертв за первые три месяца составило 869 погибших и 1909 раненых. Хотя палестино-еврейские столкновения участились, британская сторона не приостановила вывод войск, а ускорила. Великобритания объявила, что прекращает действие мандата 15 мая 1948 года, за несколько месяцев до оговорённой в резолюции даты.
Сразу после вывода британских войск еврейские и арабские военизированные формирования стремились как можно быстрее занять ключевые пункты и установить контроль над коммуникациями. Они усиленно закупали оружие и мобилизовали население. Ещё в начале января 1948 года первые отряды Арабской освободительной армии начали проникать в Палестину из Сирии. Некоторые прибыли через Иорданию и Оман. Но вмешательство арабских государств оказалось в целом неэффективным. Уже к окончанию британского мандата еврейские силы заняли Тверию и Хайфу, Яффу и Сафад. Бо́льшая часть Иерусалима, которая должна была быть интернационализирована в соответствии с планом раздела, также была под контролем еврейских военных формирований.
Основными стратегическими целями сионистского движения стали Иерусалим, Яффа, равнина Лидда-Рамле, а также территория между Наблусом, Дженином и Тулькармом. В течение нескольких недель после окончания мандата еврейские силы заняли бо́льшую часть территории Палестины, за исключением западного берега реки Иордан, удерживаемого Арабским легионом Иордании, а также сектора Газа, удерживаемого египетскими войсками.
Хотя до конца 1947 года насилие продолжало расти, первые крупномасштабные столкновения произошли, когда арабские формирования напали на еврейские деревни на севере в начале 1948-го. Совет Безопасности ООН не смог принять никакого эффективного решения и только призвал положить конец насилию в Палестине. План экономического союза реализован не был, а военные действия привели к окончательному размежеванию сторон.
Израиль провозгласил свою независимость 14 мая 1948 года. В ответ на это пять арабских государств ввели войска на территорию бывшей подмандатной Палестины с целью уничтожения нового еврейского государства. Организация Объединённых Наций дважды добивалась от воюющих сторон временного прекращения боевых действий. И только в 1949 году Израиль и арабские государства подписали двусторонние соглашения о перемирии, известные как Родосские соглашения, положившие конец войне.
К середине апреля 1948 года обе стороны понесли примерно равные потери: 967 убитых и 1911 раненых арабов, 875 убитых и 1858 раненых евреев. Военные действия спровоцировали активную миграцию жителей. Она охватила все слои населения. За 1948 год было уничтожено 97 еврейских деревень, по меньшей мере 60-70 тысяч евреев стали беженцами. К концу 1949 года число перемещённых палестинцев оценивалось в 726 тысяч человек. Арабы утверждали, что террор гражданского населения военными или психологическими средствами был неотъемлемой частью политики изгнания. Сионистский лидер Менахем Бегин отрицал обвинения, считая их арабской пропагандой.